# Alternate Endings
Alternate Endings és un àlbum recopilatori per la banda britànica de metal alternatiu Fightstar juntament amb una pista que encara no havia sortit en el mercat, B-sides i gravacions en ràdios en directe dels darrers quatre anys. Aquest àlbum es va llençar l'11 d'agost de 2008.

## Llista de pistes
1. "Floods" (Acústica en directe)De una sessió a Radio 1 (BBC)
2. "Where's the Money Lebowski?" La nova cançó original de l'àlbum
3. "Waitin' For A Superman" (Live Acoustic) (cover de Flaming Lips) De una sessió a Radio 1 (BBC)
4. "Amethyst" De They Liked You Better When You Were Dead
5. "99" (Acústica en directe) De una sessió a Radio 1 (BBC)
6. "In Between Days" (cover de The Cure) B-Side per a "We Apologise for Nothing"
7. "Shinji Ikari" B-Side per a "Deathcar"
8. "Dark Star" B-Side per a "Floods"
9. "Gracious" B-Side per a "We Apologise for Nothing"
10. "Fight For Us" B-Side per a "Hazy Eyes"
11. "Hold Out Your Arms" B-Side per a "We Apologise for Nothing"
12. "Nerv/Seele" B-Side per a "Deathcar"
13. "Zihuatanejo" B-Side per a "Floods"
14. "Breaking the Law" (cover de Judas Priest) B-Side per a "We Apologise for Nothing"
15. "Minerva" (cover de Deftones) B-Side per a "Waste a Moment"

El CD també ofereix una secció amb muntatges de molts vídeos "entre bastidors", vídeos musicals i un vídeo de la banda responent preguntes fetes pels fans.

## Posició a les llistes
| LLista (2008)  | Posició |
| -------------- | ------- |
| UK Album Chart | 85      |

## Personal
- Charlie Simpson - Veu / Guitarra
- Alex Westaway — Guitarra / Veu
- Dan Haigh — Baix
- Omar Abidi — Bateria / Percussió